# Андре Нортон
Андре Аліса Нортон, уродж. Аліса Марія Нортон (англ. Alice Mary Norton, 17 лютого 1912, Клівленд — 14 березня 2005, Мерфрісборо, Теннессі) — американська письменниця-фантаст. За заслуги перед жанром Нортон названо (першою серед жінок) 6-м Гросмейстром фантастики (1983) та було нагороджено Всесвітньою премією фентезі (1998).

## Біографія
Народилася 17 лютого 1912 року в Клівленді, штат Огайо, США. Вона була другою дочкою Адальберта Фрілі Нортона, власника компанії з виробництва килимів, і Берти Стемм Нортон. Вона була пізньою дитиною, народилася на сімнадцять років пізніше від своєї сестри, тому вона ніколи не підтримувала тісних відносин ні зі своєю старшою сестрою, ні зі своїми ровесниками. Великий вплив на розвиток Аліси мали батьки, особливо її мати, яка надалі виправляла її помилки і виконувала роль «домашнього критика». В сім'ї Нортонів багато уваги приділялося книгам, явною ознакою чого було щотижневе відвідування бібліотеки. Перш ніж Аліса навчилася читати сама, її мати читала їй книги або розповідала вірші. Навіть гарні оцінки в школі винагороджувалися книгами, а саме копіями творів Руфі Плумлі Томпсон. Саме ця пристрасть її батьків вплинула на все подальше життя майбутньої письменниці.
Аліса почала писати в Collingwood High School в Клівленді, під опікою і за допомогою Місс Сільвії Кочран. У школі часто відвідувала бібліотеку, багато читала. Аліса стала редактором літературної сторінки в шкільній газеті, яка називалася «Коллінгвудський Прожектор». Її завданням було написання коротких історій. Тут же, у шкільному залі, була написана її перша книга — «Ralestone Luck», хоча вона й була опублікована другою у 1938 році (першою була «Команда Принца» (The Prince Commands) видана в 1934 році). У 1934 році, вона юридично змінила своє ім'я на Андре Аліса Нортон (Andre Alice Norton). Очікувалося, що її твори будуть читати переважно хлопчики, а додавання чоловічого імені збільшить реалізацію книг. Після закінчення середньої школи, протягом року, з осені 1930 до весни 1931, вона продовжила свою освіту в Коледжі Флори Стоун Мезер Університету Вестерн Резерв, плануючи стати вчителем історії. Потім, через економічну кризу в країні, вона була змушена знайти роботу домогосподарки. Вона пішла на вечірні курси з журналістики і письменства, які пропонувалися Клівлендським Коледжем, дорослим відділенням того ж самого університету.
У 1932 році Андре Нортон влаштувалася на роботу в Клівлендську бібліотеку. Наступні 18 років вона провела, займаючи посаду асистента бібліотекаря в дитячому відділенні Нотінгемської бібліотеки в Клівленді. Через відсутність вакансій під час економічної кризи вона не могла змінити місце роботи. У 1941 році, протягом короткого періоду вона володіла і керувала книгарнею і бібліотекою з платною видачею книг. На жаль, це була невдала затія. Майже в той же час, з 1940 по 1941, вона працювала спеціальним бібліотекарем у каталозі відділу Бібліотеки Конгресу, який займався проектом, пов'язаним з іноземним громадянством. Проект закрили перед початком Другої Світової Війни. Після того, як пані Нортон покинула Клівлендську бібліотеку, вона почала працювати читцем для Мартіна Грінберга (Martin Greenberg) у Gnome Press. Після 8 років вона відмовилася від пошуків нової роботи і повністю присвятила себе написанню книг. У листопаді 1966 поганий стан здоров'я змусив її переїхати в Вінтер-Парк, Флорида, де вона жила до 1997 року. Потім мешкала в Штаті Теннессі.
Андре Нортон померла вранці 14 березня 2005 року у своєму будинку в місті Мерфрісборо (штат Теннессі).
2005 року президентом SFWA Кетрін Азаро та комітетом SFWA по прозі для молоді заснована Премія імені Андре Нортон за наукову фантастику і фентезі для молоді.

## Нагороди і премії
- Премія «Ґендальф» за класом «Гросмейстер», 1977
- Меморіальна премія імені Едварда Е. Сміта «Небесний жайворонок», 1983
- Меморіальна премія «Гросмейстер фантастики» імені Деймона Найта, 1984
- Всесвітня премія фентезі: «Премія конвенту», 1987
- Всесвітня премія фентезі: «За заслуги перед жанром», 1998

## Твори
- 1934 Принц наказує / The Prince Commands
- 1938 Талан Ралестоуна / Ralestone Luck
- 1942 Іди за барабанним дробом / Follow the Drum
- 1944 Оголений меч / The Sword is Drawn
- 1947 Шахрай Ренард / Rogue Reynard
- 1948 Жахливе обличчя / Scarface
- 1949 Меч у піхвах / Sword in Sheath (Island of the Lost)
- 1951 Івон, лицар Рогу / Huon of the Horn
- 1952 Син Зоряного чоловіка / Star Man's Son (Світанок у 2250 році / Daybreak — 2250 A.D.)
- 1953 Зоряні рейнджери / Star Rangers (Остання планета / The Last Planet)
- 1954 Зірки — наші! / The Stars Are Ours!
- 1954 На вістрі меча / At Swords' Points
- 1954 Чхнеш у неділю… / Sneeze on Sunday (Murders For Sale)
- 1955 Саргаси космосу / Sargasso of Space
- 1955 Зоряна варта / Star Guard
- 1955 Янки на кораблі / Yankee Privateer
- 1956 Зачумлений корабель / Plague Ship
- 1956 Перехрестя часу / The Crossroads of Time
- 1957 Народжені серед зірок / Star Born
- 1957 Морська облога / Sea Siege
- 1958 Торгівці в часі / The Time Traders
- 1958 Зоряні ворота / Star Gate
- 1959 Занедбаний корабель / Galactic Derelict
- 1959 Володар звірів / The Beast Master
- 1959 Планета вуду / Voodoo Planet
- 1959 Таємниця загубленої раси / Secret of the Lost Race
- 1960 Буря над планетою Чаклун / Storm Over Warlock
- 1960 Тіньовий яструб / Shadow Hawk
- 1960 Космонавт з племені сіу / The Sioux Spaceman
- 1961 Котяче око / Catseye
- 1961 Їдь гордо, заколотнику! / Ride Proud, Rebel!
- 1961 Зоряний мисливець / Star Hunter
- 1962 Володар грому / Lord of Thunder
- 1962 Непокірливі агенти / The Defiant Agents
- 1962 Шпори заколотника / Rebel Spurs
- 1962 Око чудовиська / Eye of the Monster
- 1963 Правосуддя на Янусі / Judgement on Janus
- 1963 Ключ з глибини часу / Key Out of Time
- 1963 Чаклунський світ / Witch World
- 1964 Ніч масок / Night of Masks
- 1964 Іспит в десь там / Ordeal in Otherwhere
- 1964 Павутина Чаклунського Світу / Web of the Witch World
- 1965 Пошук на перехресті часів / Quest Crosstime
- 1965 Магія сталі / Steel Magic (Сіра магія / Gray Magic)
- 1965 Троє проти Чаклунського Світу / Three Against the Witch World
- 1965 Рік єдинорога / Year of the Unicorn
- 1965 Х фактор / The X Factor
- 1966 Місяць трьох кілець / Moon of Three Rings
- 1967 Магія восьмикутника / Octagon Маріс
- 1967 Чарівник Чаклунського Світу / Warlock of the Witch World
- 1967 Операція «Пошук у часі» / Operation Time Search
- 1968 Магія хутра / Fur Маріс
- 1968 Чарівниця Чаклунського Світу / Sorceress of the Witch World
- 1968 Камінь Передтеч / The Zero Stone
- 1968 Похмурий трубач / Dark Piper
- 1968 Зоряний мисливець і планета Вуду / Star Hunter & Voodoo Planet
- 1968 Зупини коня / Stand to Horse
- 1969 На штемпелі — зірки / Postmarked the Stars
- 1969 Зірки, непозначені на карті / Uncharted Stars
- 1970 Крижана Корона / Ice Crown
- 1970 Небезпечний супутник / Dread Companion
- 1971 Вигнанці з зірок / Exiles of the Stars
- 1971 Робот в армії / Android at Arms
- 1971 Берті і Мей / Bertie and May
- 1972 Магія дракона / Dragon Magic
- 1972 Кришталевий грифон / The Crystal Gryphon
- 1972 Закляття Чаклунського Світу / Spell of the Witch World
- 1972 Нова порода / Breed to Come (Прихід потомства, Прийдешня раса)
- 1972 Гаран вічний / Garan the Eternal
- 1973 Напад предтеч / Forerunner Foray
- 1973 Тут живуть чудовиська / Here Abide Monsters
- 1974 Магія зеленої лаванди / Lavender-Green Маріс
- 1974 Джаргунський Леопард / The Jargoon Pard
- 1974 Залізна клітка / Iron Cage
- 1974 Ззовні / Outside
- 1974 Багато світів Андре Нортон / The Many Worlds of Andre Norton
- 1975 Лицар снів / Knave of Dreams
- 1975 Дзеркало Мерліна / Merlin's Mirror
- 1975 Немає ночі без зірок / No Night Without Stars
- 1975 День Несс / The Day of the Ness
- 1975 Біла стара лисиця / The White Jade Fox
- 1976 Магія «Шляхетного оленя» / Red Hart Magic (Магія червоного оленя)
- 1976 Зоряний кі-іт / Star Ka'at
- 1976 Гнів часу / Wraiths of Time
- 1977 Оксамитові тіні / Velvet Shadows
- 1977 Вовча голова / Wolfshead
- 1978 Світ зоряного ко-ота / Star Ka'at's World
- 1978 Трійка мечів / Trey of Swords
- 1978 Проклятя Зарстора / Zarsthor's Bane
- 1978 Болотна фортеця / Quag Keep
- 1978 Юртів тягар / Yurth Burden
- 1979 Зоряний кі-іт і люди-рослини / Star Ka'at and the Plant People
- 1979 Сім чудес до неділі / Seven Spells to Sunday
- 1979 Сніжна тінь / Snow Shadow
- 1980 Мандрівник по Вуру / Voorloper (Вурлопер)
- 1980 Залізні метелики / Iron Butterflies
- 1981 Передтечі / Forerunner
- 1981 Грифон тріумфує / Gryphon in Glory
- 1981 Корона зі сплетених рогів / Horn Crown
- 1981 Зоряний кі-іт і крилаті воїни / Star Ka'at and the Winged Warriors
- 1981 Десятимильний скарб / Ten Mile Treasure
- 1982 Місяць кличе / Moon Called
- 1982 Керолайн / Caroline
- 1983 Бережися сокола / Ware Hawk
- 1983 Зоряне колесо / Wheel of Stars
- 1984 Гніздо грифона / Gryphon's Eyrie
- 1984 Будинок тіней / The House of Shadows
- 1984 Відстоювати і відступати / Stand and Deliver
- 1985 Передтечі: друга пригода / Forerunner: The Second Venture
- 1985 Верхи на зеленому драконі / Ride the Green Dragon // співавтор: Філліс Міллер
- 1986 Політ у Йіктор / Flight in Yiktor
- 1987 Котячі ворота / The Gate of the Cat
- 1987 Зміїний зуб / Serpent's Tooth
- 1989 Срібна сніжинка / Imperial Lady: A Fantasy of Han China
- 1990 Зважитися на А-полювання / Dare to Go A-Hunting
- 1990 Спадщина Джекіла / The Jekyll Legacy // співавтор: Роберт Блох «Продовження» класичного роману Стивенсона про доктора Джекила і містера Хайда.
- 1990 Чорний Трилліум / Black Trillium // співавтори: Меріон Зіммер Бредлі, Джуліен Мей
- 1991 Поворот І: Бурі перемоги / The Turning І: The Storms of Victory
- 1991 Прокляття Ельфів / Elvenbane // співавтор: Мерседес Леккі
- 1991 Порт загиблих кораблів / Port of the Dead Ship
- 1991 Морська фортеця / Seakeep // співавтор: Полін М. Гриффін
- 1992 Пісня коваля / The Songsmith // співавтор: Енн К. Криспін
- 1992 Знак кішки / The Mark of the Cat
- 1992 Поворот ІІ: Поле помсти / The Turning ІІ: Flight of Vengence
- 1992 Надія Сокола / Falcon Hope // співавтор: Полін М. Гриффін
- 1992 Вигнання / Exile // співавтор: Мері Х. Шауб
- 1993 Аварійна планета / Redline The Stars (Підкреслена зірками, Чумна планета) // співавтор: Полін М. Гриффін
- 1993 Золотий Трилліум / Golden Trillium // співавтори: Меріон Зіммер Бредлі, Джуліен Мей
- 1993 Брати тіней / Brother to Shadows
- 1993 Імперія Орла / Empire of the Eagle
- 1993 На крилах магії / On Wings of Magic // співавтор: Патриція Мэтьюз
- 1994 Вогненна рука / Firehand
- 1994 Руки Ліра / The Hands of Lyr
- 1994 Соколина магія / Falcon Magic // співавтор: Александр Міллер
- 1994 Поворот III: На крилах магії / The Turning III: On Wings of Маріс
- 1995 Ельфійске поріддя / Elvenblood // співавтор: Мерседес Леккі
- 1995 Дзеркало долі / Mirror of Destiny
- 1995 Тигр, світло палаючий / Tiger Burning Bright // співавтори: Меріон Зіммер Бредлі, Мерседес Леккі
- 1995 Ключ від Кепліан / The Key of Keplian
- 1996 Розум на торги / Mind for Trade // співавтор: Шервуд Сміт
- 1996 Спадщина {Спадщину} Монстра / The Monster's Legacy
- 1996 Магічний камінь / Magestone
- 1997 Покинутий корабель / Derelict for Trade // співавтор: Шервуд Сміт
- 1997 Варта Чаклунського Світу / The Warding of Witch World
- 1998 Аромат магії / Scent of Маріс
- 1998 Пісня Кіари / Ciara's Song
- 1999 Відлуння в часі / Echoes in time
- 1999 Тінь Альбіону / The Shadow of Albion // співавтор: Розмарі Едхілл
- 1999 Вітер у камені / Wind in the Stone
- 1999 Пошуки в часі / Quest Across Time
- 2000 Дочка для короля / To the King a Daughter // співавтор: Александр Міллер
- 2001 Леопард у вигнанні / Leopard in Exile // співавтор: Розмари Эдхилл
- 2001 Зоряні солдати / Star Soldiers
- 2001 Лицар чи боягуз / Knight or Knave // співавтор: Александр Міллер
- 2002 Ковчег володаря звірів / Beast Master's Ark
- 2002 Енд-шпіль Атлантиди / Atlantis Endgame
- 2002 Чаклун / Warlock
- 2002 Ельфійський лорд / Elvenborn // співавтор: Мерседес Леккі
- 2002 Корона чи пітьма / A Crown Disowned
- 2003 Пітьма і світанок / Darkness and Dawn
- 2003 Годованець ельфів / Elvenbread // співавтор: Мерседес Леккі
- 2004 Цирк володаря звірів / Beast Master's Circus
- 2005 Балада герцога / The Duke's Ballad
- 2005 Три руки скорпіона / Three Hands for Scorpio
- 2005 Лезо дракона / Dragon Blade
- 2006 Подорож володаря звірів / Beast Master's Quest

## Переклади українською
- Андре Нортон. Чаклунський світ. Переклад з англійської: Наталія Михаловська. — Харків: КСД. 2018. 256 стор. ISBN 978-617-12-4525-9
- Андре Нортон. Павутиння чаклунського світу. Переклад з англійської: Наталія Михаловська. — Харків: КСД. 2019. 240 стор. ISBN 978-617-12-7119-7